# Rosebud River
Der Rosebud River ist ein ca. 220 km langer rechter Nebenfluss des Red Deer River in Zentral-Alberta in Kanada. 

## Flusslauf
Das Quellgebiet des Rosebud River befindet sich 6 km südwestlich von Didsbury, 60 km nördlich von Calgary. Der Rosebud River fließt anfangs 20 km nach Norden. Anschließend wendet er sich auf den folgenden 90 km in Richtung Südsüdost. Er passiert die Kleinstadt Didsbury. Ab Irricana strömt der Fluss in überwiegend östlicher Richtung. Er passiert die Ortschaften Beynon, Redland und Rosebud. Schließlich mündet er bei Rosedale, 10 km südöstlich von Drumheller, in den Red Deer River. Der Rosebud River weist entlang seinem gesamten Flusslauf ein stark mäandrierendes Verhalten mit unzähligen engen Flussschlingen und Altarmen auf.

## Hydrologie
Das Einzugsgebiet des Rosebud River umfasst etwa 4200 km², das effektive Einzugsgebiet etwa 2900 km². Der mittlere Abfluss 50 km oberhalb der Mündung beträgt 2,1 m³/s. Der höchste mittlere monatliche Abfluss tritt im April mit 6,91 m³/s auf.